# 성공회 묵주

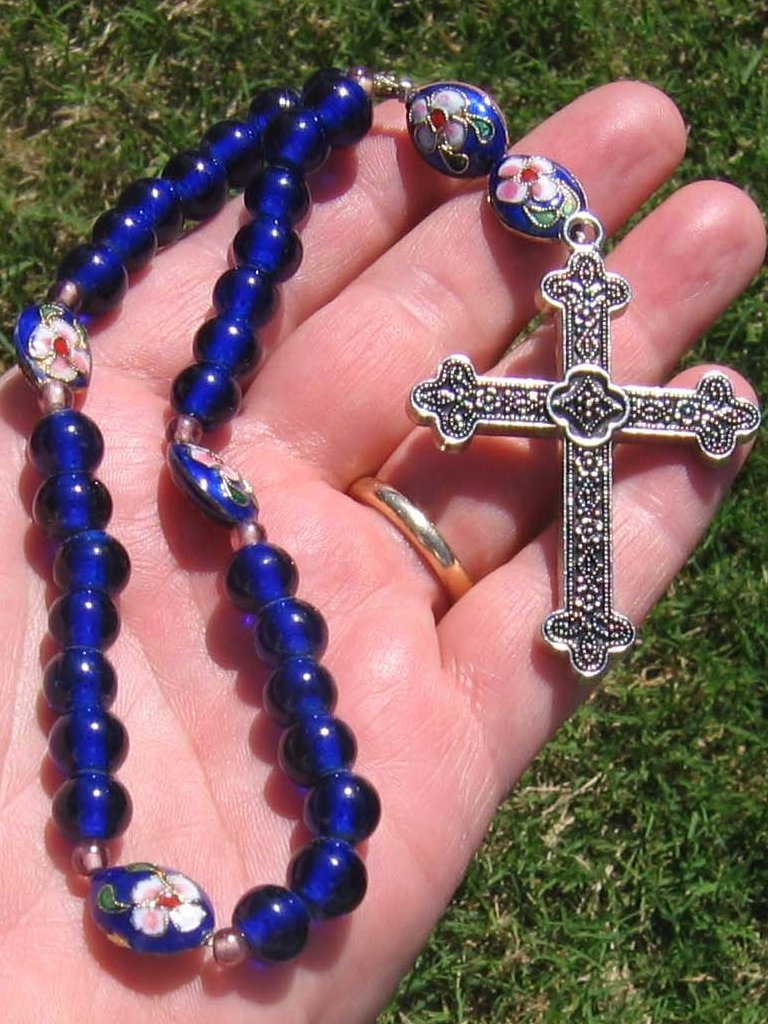
성공회 묵주

성공회 묵주(영어: Anglican prayer beads)는 성공회에서 기도할 때 사용하는 묵주이다.
1980년대에 등장했으며, 구슬이나 나무 재질의 주간구슬을 7개씩 구분하여 네 개의 마디로 엮은 33개의 환 끝에 십자가나 십자고상이 달려 있다. 성공회의 묵주기도는 1980년대 로마 가톨릭교회의 묵주기도와 동방 정교회의 예수기도를 절충하여 만들어졌으며, 대한성공회에서는 이주엽 신부에 의해 소개되었다.
최근에는 성공회 수녀, 사제, 평신도 등 다양한 사람들이 만들고 있다. 성공회 묵주를 만드는 데 필요한 재료로는 나무구슬, 섬유끈, 구슬, 십자가, 십자고상, 철사, 낚싯줄이 있는데, 자신의 취향에 따라 다른 분위기의 묵주를 만들 수 있다.

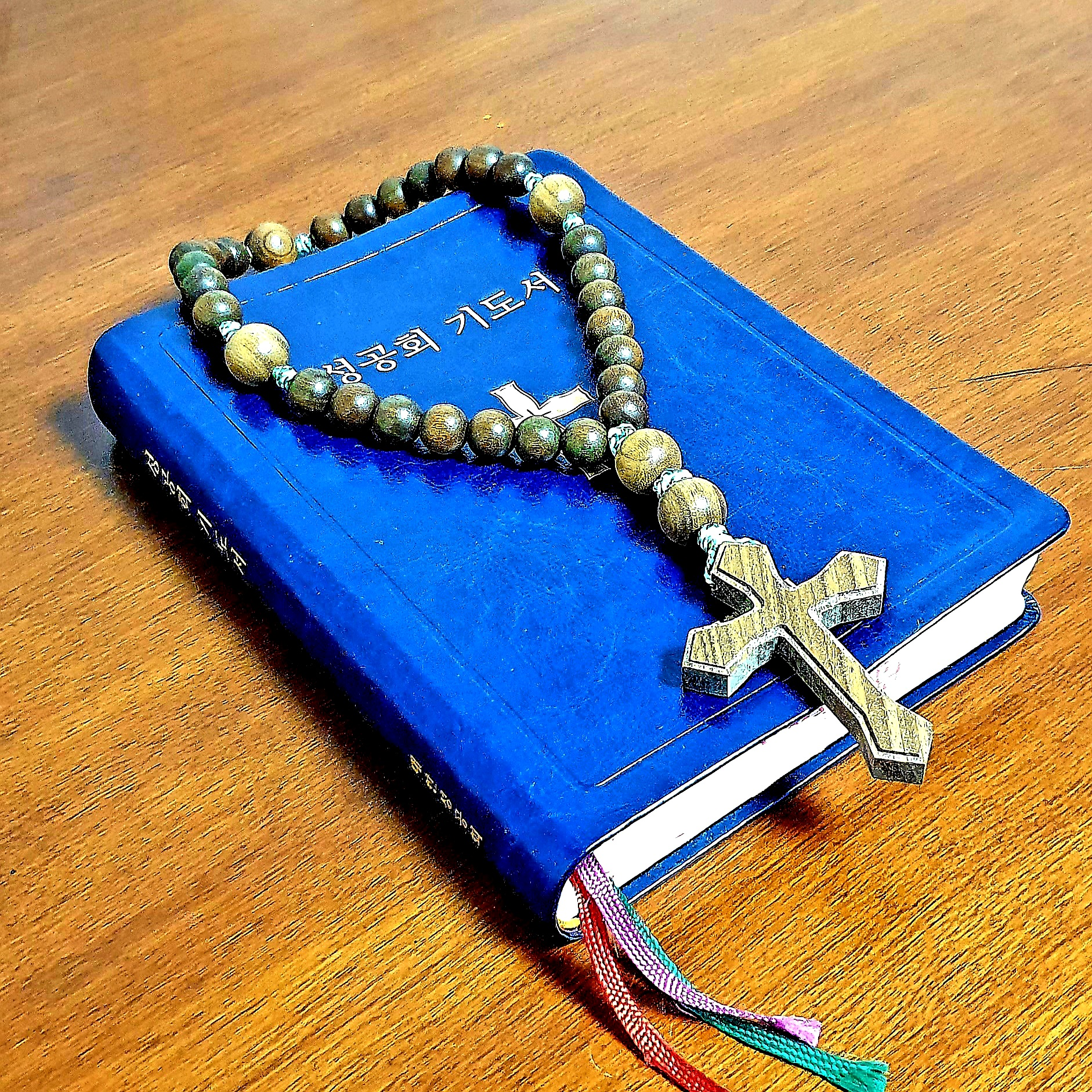
성공회 기도서 위에 놓인 성공회 묵주

## 같이 보기
- 묵주
- 동방 정교회 묵주
- 수브하